# Dorfplatz 2–4, 6

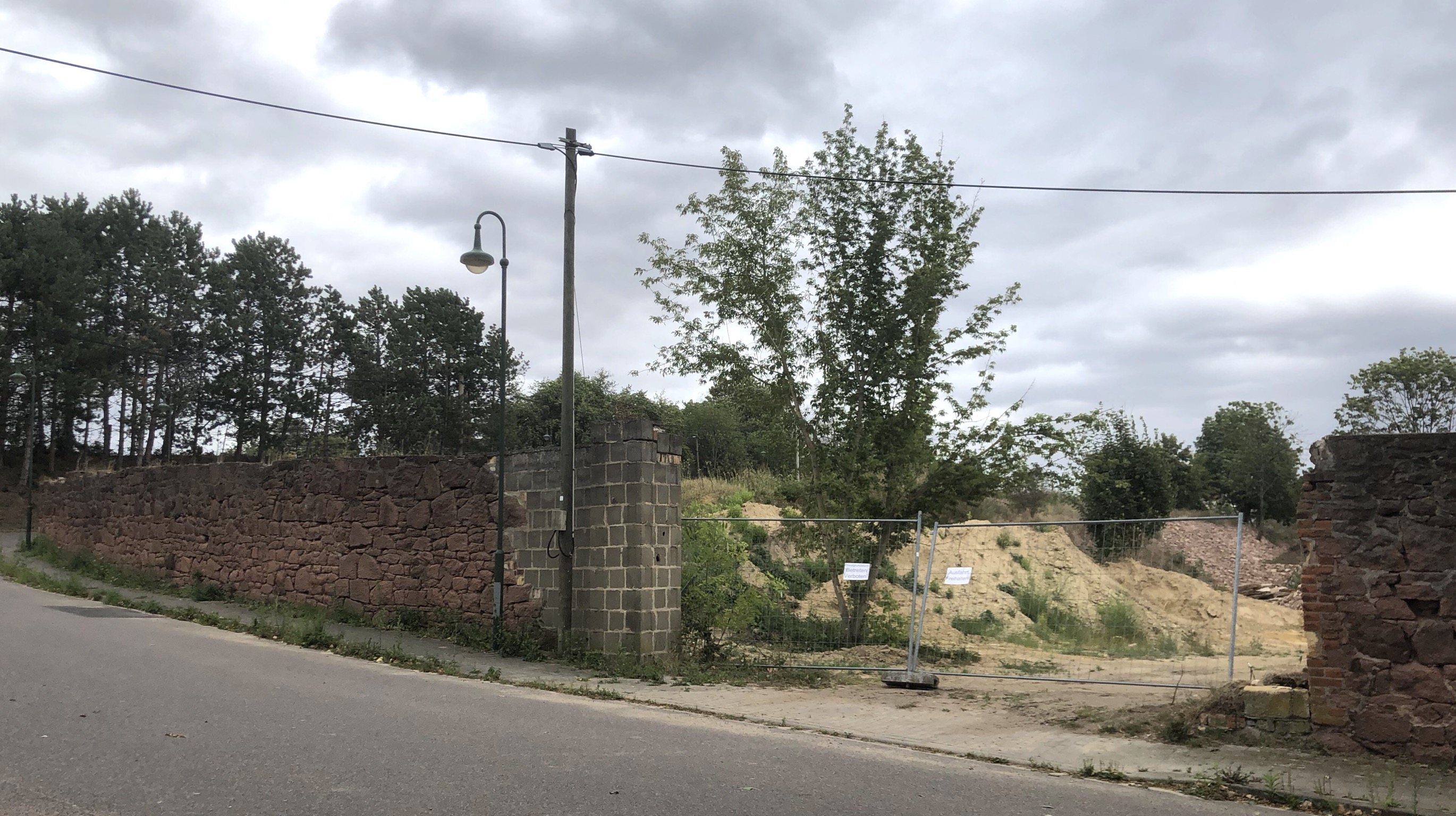
Dorfplatz 2–4, 6 im Jahr 2020

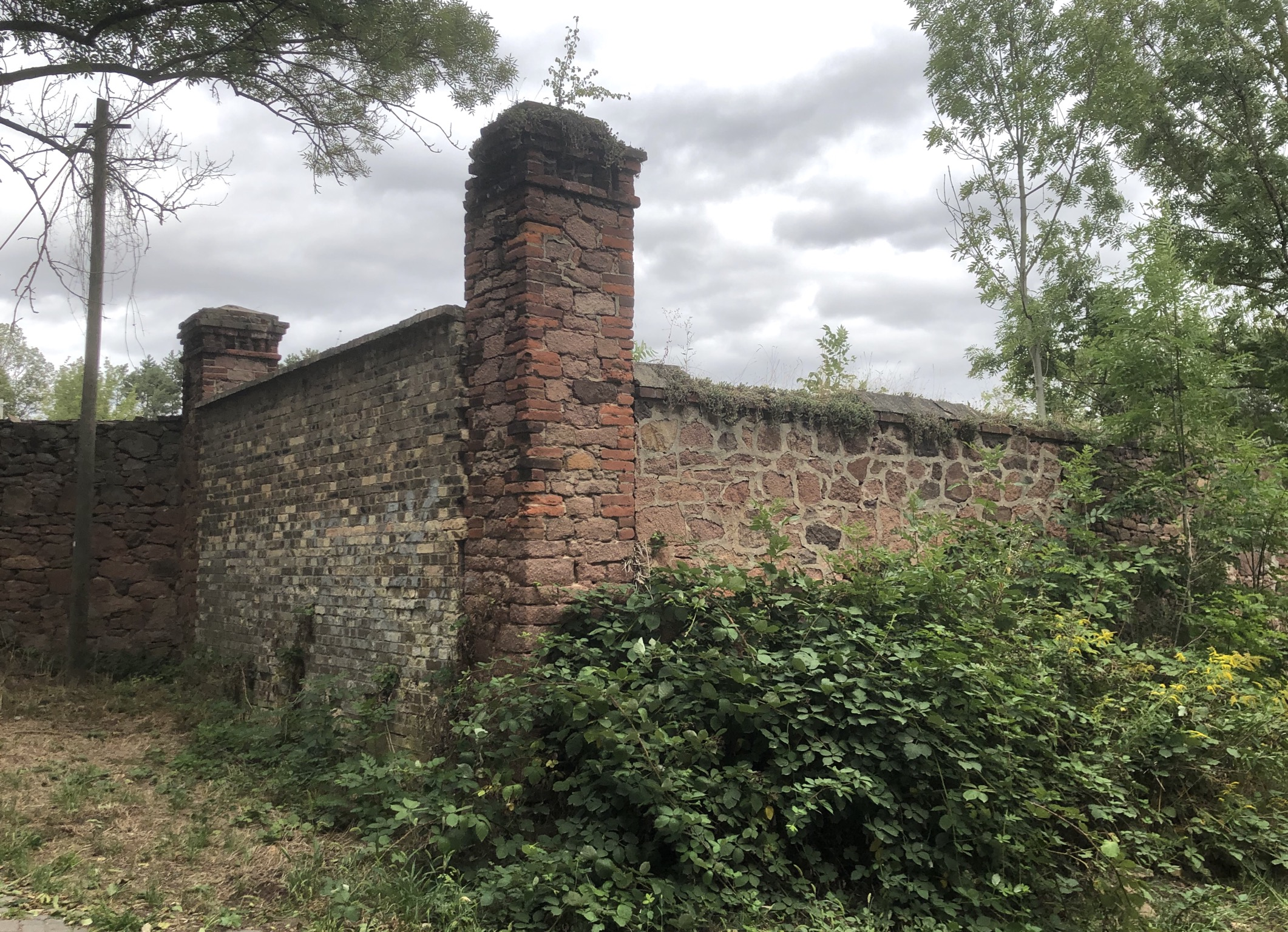
Mauer, 2020

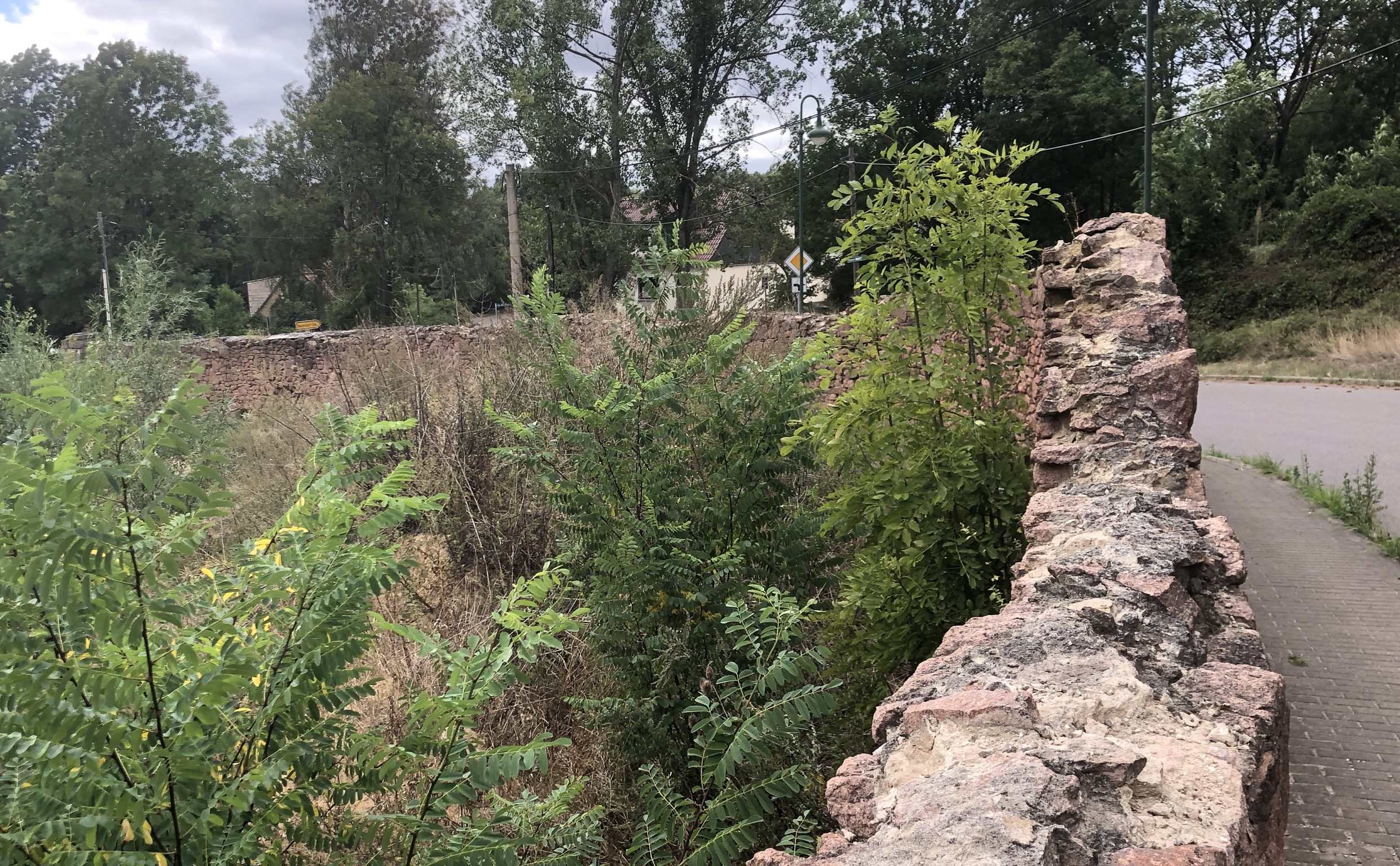
Mauerreste, 2020

Dorfplatz 2–4, 6 war die im Denkmalverzeichnis eingetragene Bezeichnung für eine denkmalgeschützte Häusergruppe im zur Gemeinde Petersberg gehörenden Dorf Trebitz in Sachsen-Anhalt.

## Architektur und Geschichte
Die Häusergruppe befand sich im Ortszentrum von Trebitz, das sie faktisch bildete. Sie umfasste repräsentativ im Stil des Klassizismus gestaltete Wohnhäuser großer Bauernhöfe, die sich um den aufsteigend angelegten Dorfplatz gruppierten. Die aus Bruchstein errichteten Häuser waren ein- bis zweigeschossig und mit verputzten Fassaden versehen. Bedeckt waren sie mit Sattel- bzw. Krüppelwalmdächern. Die Bausubstanz ging auf das frühe 19. Jahrhundert zurück, wobei die Wirtschaftsgebäude älteren Datums waren. 
Im örtlichen Denkmalverzeichnis war die Häusergruppe unter der Erfassungsnummer 094 56009 als Denkmalbereich verzeichnet.
Nach längerem Leerstand wurde die Häusergruppe Ende der 2010er Jahre abgerissen und aus dem Denkmalverzeichnis ausgetragen. Erhalten blieben nur einige Mauerreste.